# پنج اطلاعیه عمومی
پنج اطلاعیه عمومی (به ژاپنی: 五榜の掲示, Gobō no keiji)، پنج بولتن رسمی بودند که در ۷ آوریل ۱۸۶۸ خطاب به مردم عادی منتشر شدند و اولین احکام صادر شده توسط دولت میجی امپراتوری ژاپن را تشکیل می‌دادند.

## اهمیت
سوگندنامه پنج‌ماده‌ای که یک روز قبل از پنج اطلاعیه عمومی منتشر شد، به سادگی به کوگیو و دایمیو نشان داده شد و در روزنامه عمومی دایجوکان که در شهرها به فروش می‌رسید، منتشر شد. در مقابل، پنج اطلاعیه عمومی تقریباً برای کل کشور منتشر شد. محتوای این اطلاعیه‌ها ادامه سیستم شوگون‌سالاری توکوگاوا بود، از جمله سیاست‌هایی مانند رعایت وفاداری به سلطنت و رئیس خانواده، و ممنوعیت تشکیل فرقه‌ها و «دین شیطانی مسیحیت». از سوی دیگر، از آنجایی که دولت میجی در حال دستور لغو سیستم تابلو اعلانات فئودالی بود، پنج اطلاعیه عمومی نماد دامنه اقتدار دولت جدید بود. برای مثال، از آنجا که این اطلاعیه‌ها در استان‌های متحد با اتحاد اواوئه‌تسو رپان نصب نشده بودند، همزمان با جنگ بوشین باطل شدند. علاوه بر این، این اطلاعیه‌ها در قلمرو سایر دایمیوها و هاتاموتو آنها که متحد شوگون بودند نیز نصب نشده بودند.